# Aya Terakawa
Aya Terakawa (jap. 寺川綾 Terakawa Aya; ur. 12 listopada 1984 w Osace) – japońska pływaczka, specjalizująca się w pływaniu w stylu grzbietowym, sześciokrotna mistrzyni uniwersjady, olimpijka z Aten.
Rekordzistka Azji i Japonii na 100 metrów stylem grzbietowym.
Jest dwukrotną brązową medalistką igrzysk olimpijskich w Londynie (2012) na 100 m stylem grzbietowym oraz w sztafecie 4 × 100 m stylem zmiennym. Dwa brązowe medale otrzymała też na mistrzostwach świata w Barcelonie (2013), w konkurencjach 50 i 100 m stylem grzbietowym, natomiast dwa lata wcześniej także podczas mistrzostw świata otrzymała srebrny medal w konkurencji 50 m stylem grzbietowym. W jej dorobku jest między innymi dziesięć (w tym sześć złotych) medali uniwersjady (2003, 2005, 2007) oraz pięć medali igrzysk azjatyckich (2002, 2010).